# Framlingham
Framlingham är en by (market town) och en civil parish i distriktet East Suffolk i grevskapet Suffolk i sydöstra England. Orten har 3 114 invånare (2001). Den har ett slott.
Ed Sheeran  växte upp i Framlingham och gick på Thomas Mills High School. hans uppväxt i Framlingham handlar hans singel "Castle on the Hill."